# Museu Arqueològic de Càndia
El Museu arqueològic de Càndia és un museu que es troba a Càndia o Heràkleion. És el museu de referència en quant a objectes i testimonis de la civilització minoica.

## Història
Fou fundat per Joseph Chatzidakis i Stephanos Xanthoudides (1904-1912). Un nou edifici antisísmic fou construït el 1937, i encara que va partir alguns danys, va sobreviure a la II Guerra Mundial. Nikolaos Platon el va reobrir el 1952. Fou ampliat el 1964 i completament renovat i posat a dia el 2014.

## Contingut
En la seva presentació actual (2019) consta de 27 sales el contingut de les quals abasta del Neolític al període clàssic romà.
Algunes sales es dediquen a troballes importants o col·leccions: a la sala 13 els sarcòfags, a les 14 i 16 els frescs, a les 19 i 20 les escultures, a la 17 la col·lecció Giamalakis (comprada per l'estat el 1962), en un espai obert la col·lecció d'inscripcions, i en altres sales la col·lecció d'Archanes i la Gliptoteca de Gortina. Les figures més conegudes són les figuretes religioses, conegudes con les dees-serp del Palau de Cnossos, datades en el segle xvi o XVII aC.
A l'exterior del museu hi són visibles les restes arqueològiques del monestir medieval de sant Francesc, transformat en mesquita durant el període de dominació otomana

## Peces més destacades
El Museu Arqueològic de Càndia és mundialment conegut per les obres mestres de la civilització minoica que s'hi conserven,entre les quals destaquen el "rython" (gerra de libacions) de cristall de roca, datat entre el segle XVII i el XV aC i trobat al Palau de Zakron; el rython en forma de cap de brau, en pedra negra i cornamenta de fusta daurada (les banyes foren restaurades), de la mateixa època i trobat al palau petit de Cnossos; el disc de Festos, trobat al Palau de Festos, en els quals 242 signes estan gravats entre els dos costats, probablement formant un tipus d'escriptura encara desconegut, i que és datat al segle xvii aC; la destral d'Arkalokhori, també amb signes gravats, que es relacionen amb el disc de Festos i que és alhora molt representativa de les destrals de doble tall (labris) minoiques; el frescos trobats al Palau de Cnossos, com el del Príncep dels lliris, la figura femenina coneguda com "la Parisienne" o el fresc de la taurocatàpsia amb una espècie de concurs de saltar a un brau, datat al segle xvi aC; dues petites figures de la Deessa serp procedents de Cnossos; l'anell daurat d'Isopata, trobat a la tomba d'Isopata prop de Cnossos, datat del segle xv aC; el penjoll de les abelles de Màlia; un fruiter trobat al Palau de Phaistos, molt representatiu de l'esplèndida ceràmica de Kamares, amb decoració multicolor, espirals, i vores dentades, i està datat vers el segle xviii aC; el sarcòfag d'Agia Triada del segle xiv aC; una urna de la col·lecció Giamalakis, de terracota, trobada a Archanes, que té una porta i dins una figura, probablement una dea i damunt dues figures que representen els seus adoradors, i està datada al segle X o IX aC; les estàtues de bronze (Sphryrelata) del temple d'Apol·lo Delphinios a Dreros, que probablement representen Apol·lo, la seva germana Artemísia i la mare Leto, datades al segle viii aC; i l'estàtua d'Afrodita de Gortina, còpia romana d'un original grec fet per l'escultor Didalses, datada al segle i aC.

## Galeria d'imatges

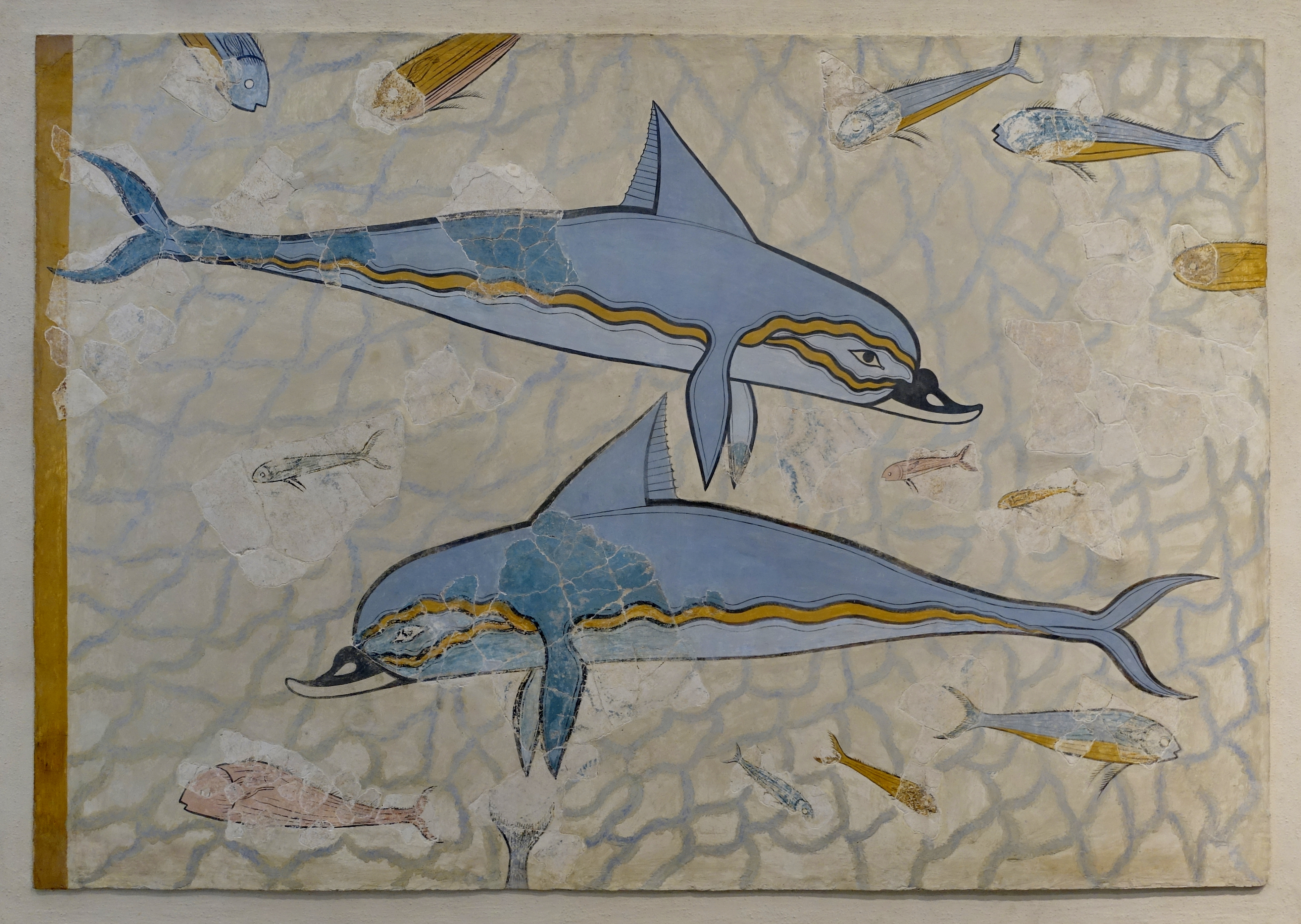
Els delfins de Cnosos, original.
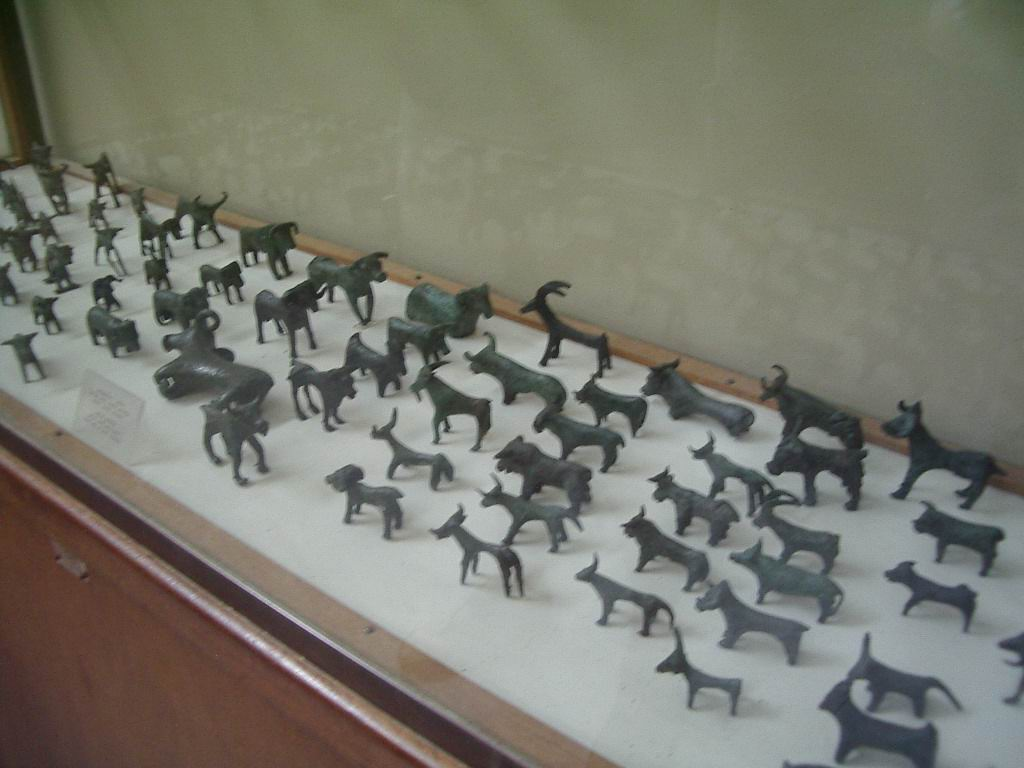
Miniatures.
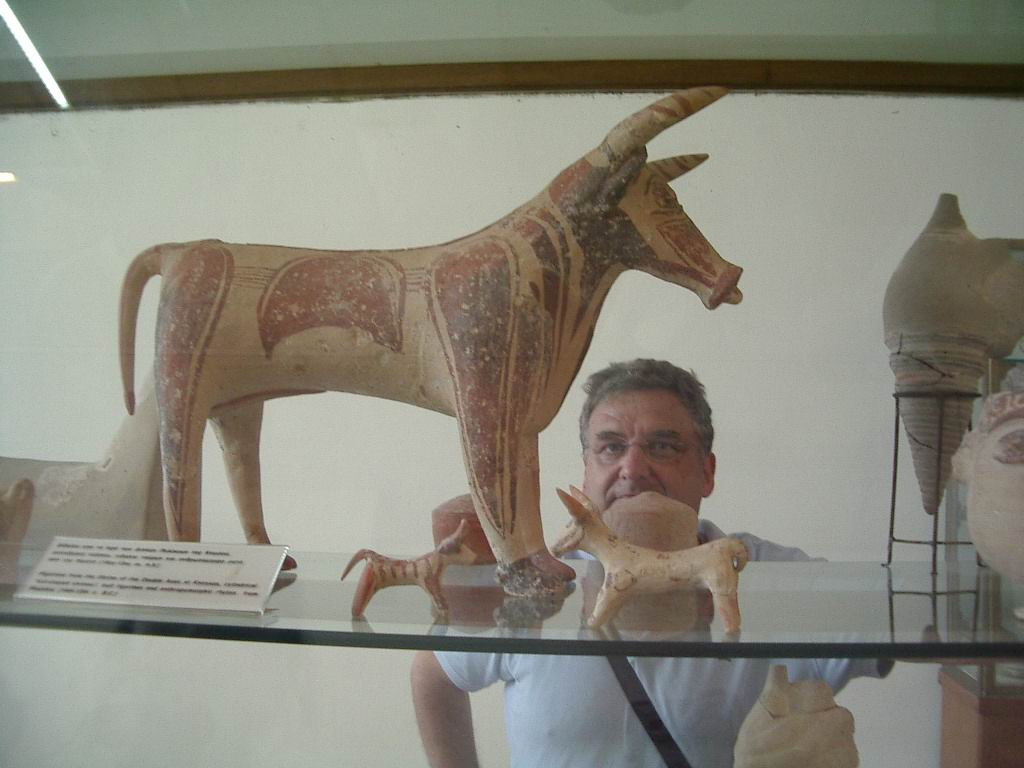
Brau de fang.
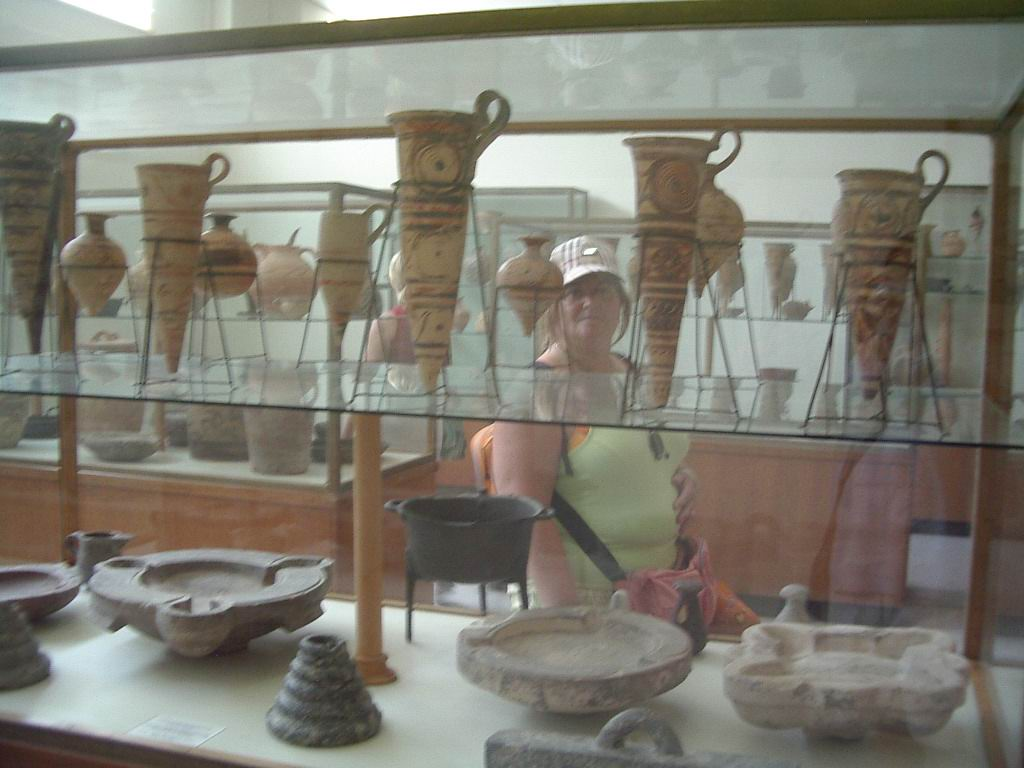
Gerres i altres objectes.
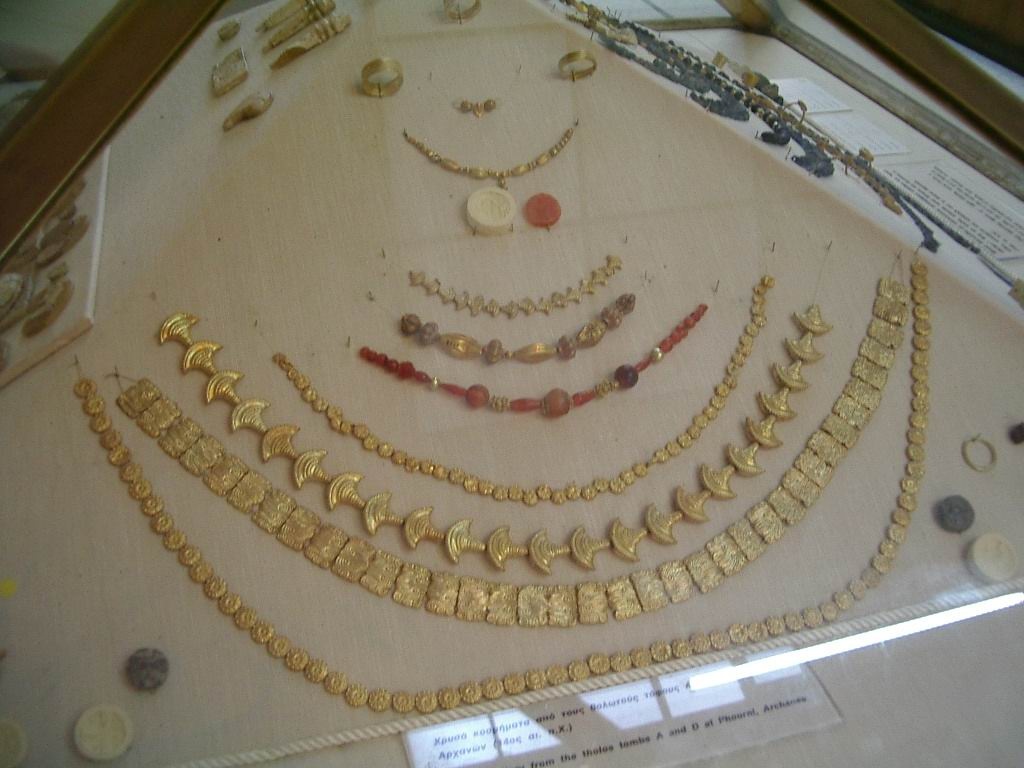
Joies.
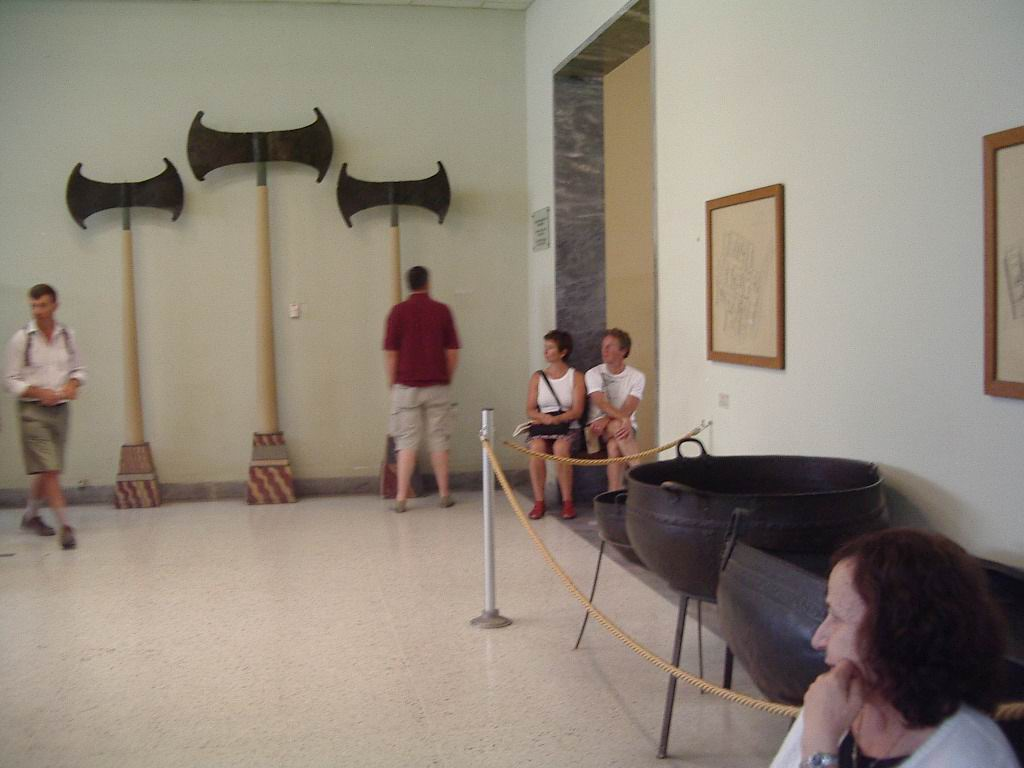
Destrals.
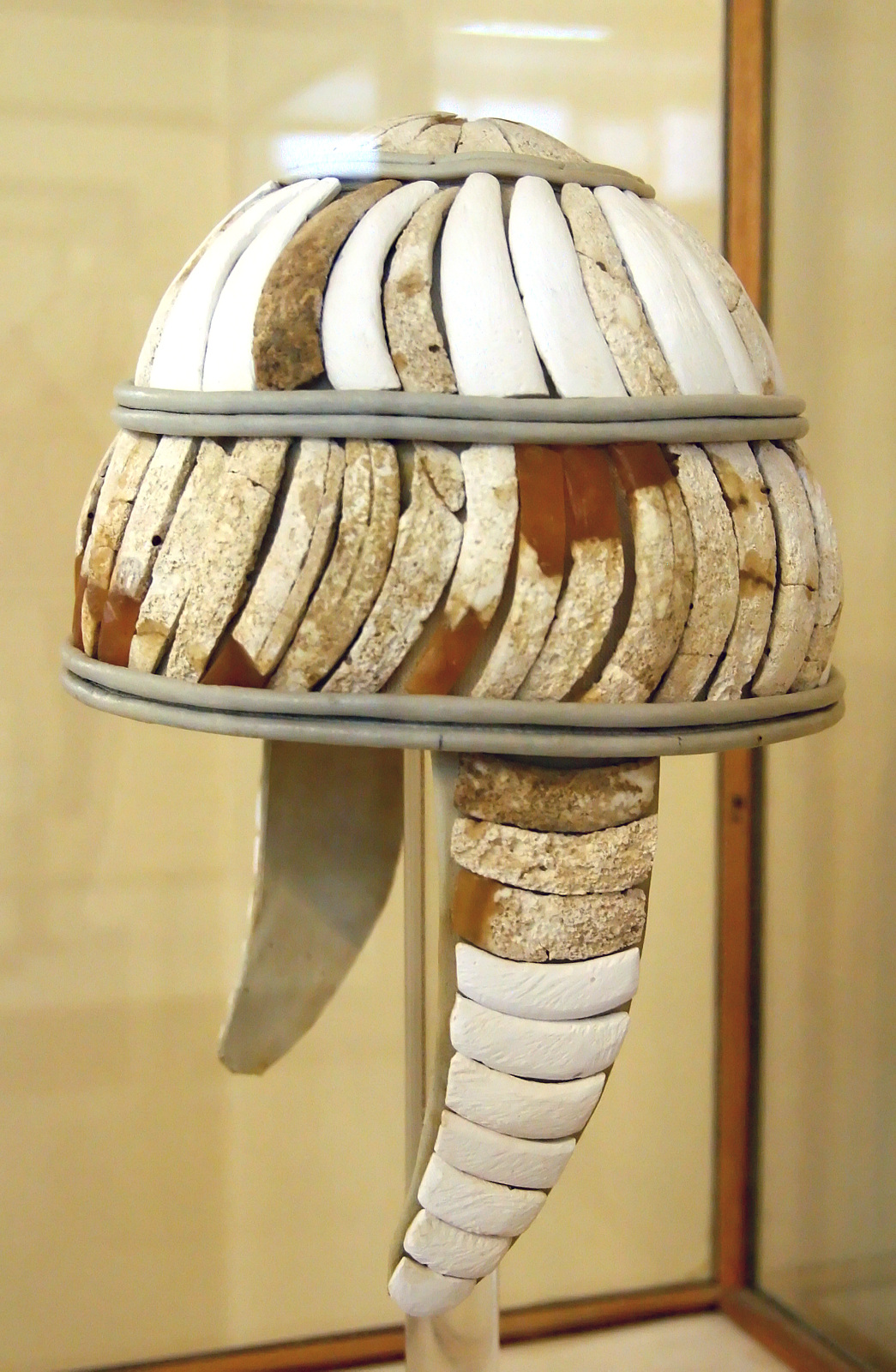
Casc d'ullals de senglar.
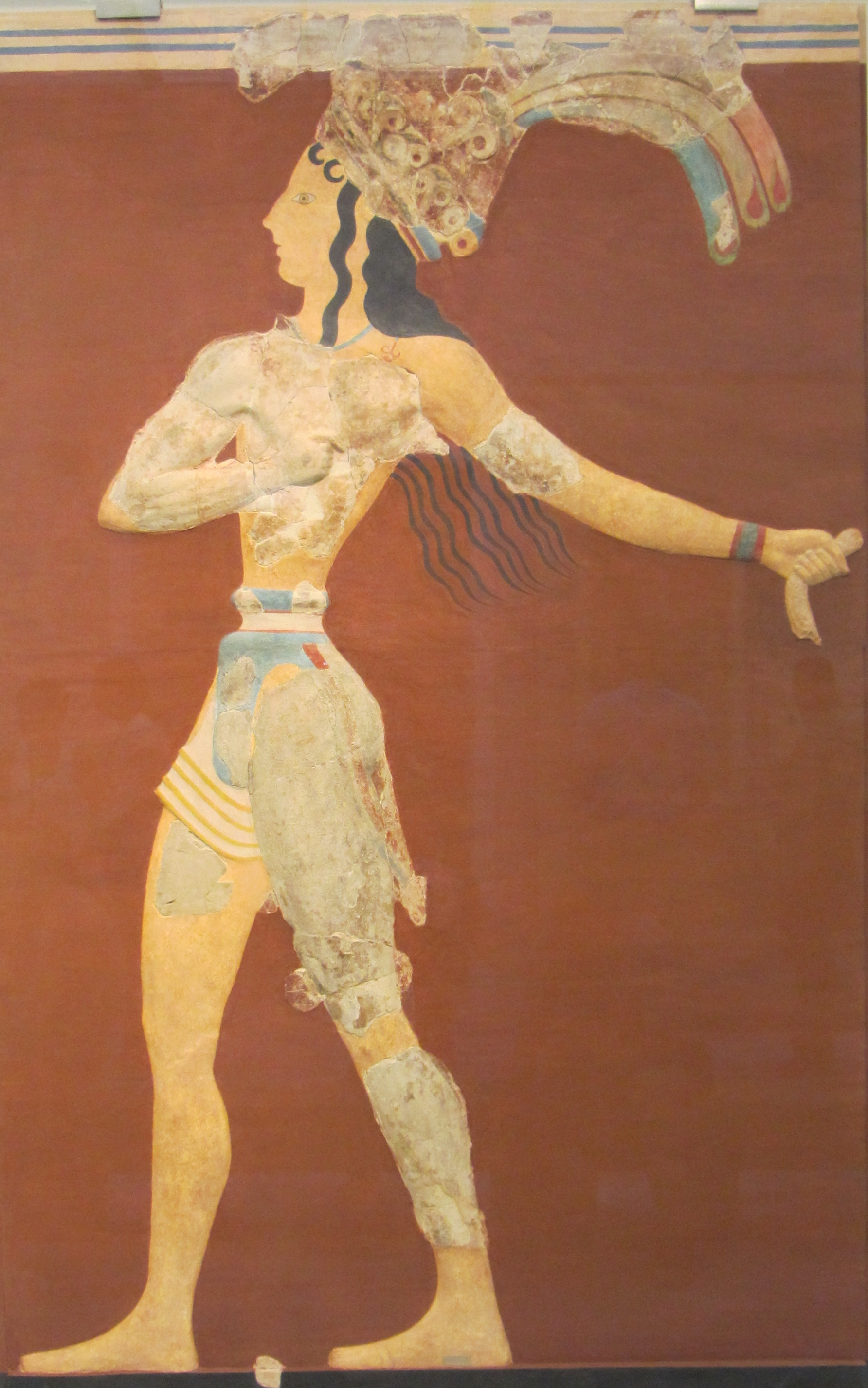
Príncep dels lliris fresc de la civilització minoica.
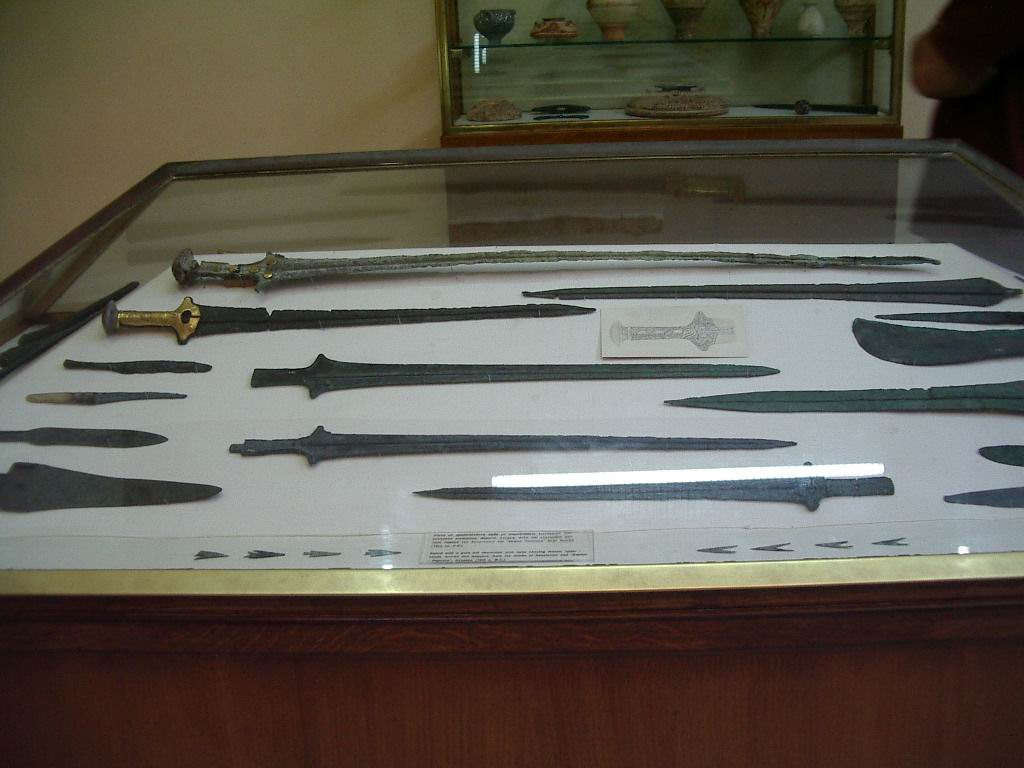
Armes.
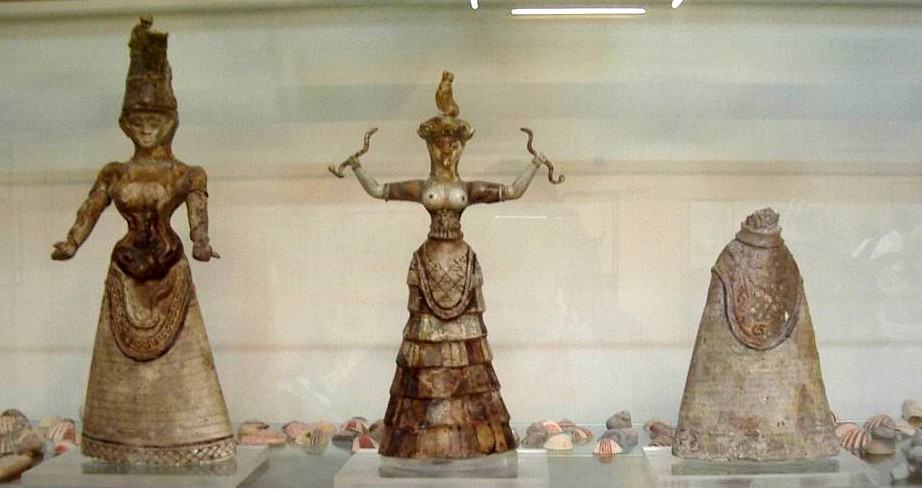
Dees-serp.